# Селавик (озеро)
Селавик (англ. Selawik Lake) — озеро на северо-западе штата Аляска, США.
Расположено в 11 км к юго-западу от города Селавик. Составляет около 50 км в длину и имеет площадь водной поверхности 1050 км². Имеет сток в бухту Хотам залива Коцебу Чукотского моря. В озеро впадает крупная река, которая также называется Селавик. Селавик — третье по величине озеро штата Аляска после озёр Илиамна и Бочарова и семнадцатое крупнейшее озеро США.